# Alerrandro
Alerrandro Barra Mansa Realino de Souza, simplement connu sous le nom de Alerrandro, né le 12 janvier à 2000 à Lavras, est un footballeur brésilien qui joue au poste d'avant-centre au sein du CSKA Moscou.

## Carrière

### En club
Issu du centre de formation de l'Atlético Mineiro, il fait ses débuts en équipe première le 25 janvier 2018 à l'occasion du match du championnat Mineiro, perdu 1-0 contre Villa Nova. 
Il débute par la suite avec l'équipe fanion en Série A le 29 avril 2018. 
L'année suivante il débute aussi en Copa Libertadores avec son club de Belo Horizonte. Il fait ainsi à 19 ans partie des plus gros espoirs du club de Minas Gerais.

### En sélection nationale
Avec l'équipe nationale brésilienne des moins de 17 ans, il participe au Championnat d'Amérique du Sud.

## Style de jeu
Il joue principalement au poste d'avant-centre.

## Statistiques
| Saison                | Club                  | Championnat           | Championnat | Championnat | Championnat | Coupe(s) nationale(s) | Coupe(s) nationale(s) | Coupe(s) nationale(s) | Supercoupe | Supercoupe | Supercoupe | Compétition(s) continentale(s) | Compétition(s) continentale(s) | Compétition(s) continentale(s) | Compétition(s) continentale(s) | Ligue régionale | Ligue régionale | Ligue régionale | Total | Total | Total |
| Saison                | Club                  | Division              | M.          | B.          | P.d.        | M.                    | B.                    | P.d.                  | M.         | B.         | P.d.       | Comp.                          | M.                             | B.                             | P.d.                           | M.              | B.              | P.d.            | M.    | B.    | P.d.  |
| 2018                  | Atlético Mineiro      | Série A               | 8           | 0           | 0           | 1                     | 0                     | 2                     | -          | -          | -          | CS                             | 1                              | 0                              | 0                              | 2               | 0               | 0               | 12    | 0     | 2     |
| 2019                  | Atlético Mineiro      | Série A               | 10          | 2           | 1           | 3                     | 0                     | 0                     | -          | -          | -          | CL+CS                          | 3+4                            | 2+1                            | 0+0                            | 9               | 8               | 0               | 29    | 13    | 1     |
| Sous-total            | Sous-total            | Sous-total            | 18          | 2           | 1           | 4                     | 0                     | 2                     | -          | -          | -          | -                              | 8                              | 3                              | 0                              | 11              | 8               | 0               | 41    | 13    | 3     |
| 2020                  | RB Brangantino        | Série A               | 16          | 5           | 2           | -                     | -                     | -                     | -          | -          | -          | -                              | -                              | -                              | -                              | 9               | 0               | 1               | 25    | 5     | 3     |
| 2021                  | RB Brangantino        | Série A               | 24          | 4           | 2           | 1                     | 0                     | 0                     | -          | -          | -          | CS                             | 4                              | 0                              | 0                              | 1               | 0               | 0               | 30    | 4     | 2     |
| 2022                  | RB Brangantino        | Série A               | 20          | 6           | 1           | 1                     | 0                     | 0                     | -          | -          | -          | CL                             | 4                              | 0                              | 0                              | 10              | 3               | 2               | 35    | 9     | 3     |
| 2023                  | RB Brangantino        | Série A               | -           | -           | -           | -                     | -                     | -                     | -          | -          | -          | CS                             | -                              | -                              | -                              | 8               | 2               | 1               | 8     | 2     | 1     |
| Sous-total            | Sous-total            | Sous-total            | 60          | 15          | 5           | 2                     | 0                     | 0                     | -          | -          | -          | -                              | 8                              | 0                              | 0                              | 28              | 5               | 4               | 98    | 20    | 9     |
| Total sur la carrière | Total sur la carrière | Total sur la carrière | 78          | 17          | 6           | 5                     | 0                     | 3                     | 0          | 0          | 0          | -                              | 16                             | 3                              | 0                              | 39              | 13              | 4               | 138   | 33    | 13    |